# إيليزا تاونسند
إيليزا تاونسند (بالإنجليزية: Eliza Townsend)‏ (1 يونيو 1788، بوسطن في الولايات المتحدة - 12 يناير 1854، بوسطن في الولايات المتحدة)؛ كاتِبة وشاعرة أمريكية.